# Heart Attack (Man Overboard)
Heart Attack è il terzo album in studio del gruppo musicale pop punk Man Overboard, pubblicato il 28 maggio 2013.

## Tracce
1. Secret Pain – 2:48
2. Boy Without Batteries (feat. Ian Grushka of New Found Glory) – 2:24
3. Where I Left You – 2:46
4. Heart Attack – 3:18
5. White Lies – 3:06
6. S.A.D. – 3:04
7. Suppy – 2:39
8. How To Hide Your Feelings – 3:43
9. Swan Dive – 3:01
10. Hoodie Song – 2:56
11. Re Run – 3:39
12. Open Season (feat. Geoff Rickly of Thursday) – 3:10
13. Damage Control – 3:49
14. Wide Awake – 3:22

Durata totale: 43:45

## Formazione
- Zac Eisenstein — voce, chitarra
- Nik Bruzzese — voce, basso
- Wayne Wildrick — chitarra
- Justin Collier — chitarra
- Joe Talarico — batteria